# Munktells Typ 30
Munktells Typ 30 var en traktor tillverkad 1927-1935 av Munktells Mekaniska Verkstad i Eskilstuna. Den var till både till utseende och uppbyggnad lik den mindre Typ 22, men var en större och kraftigare maskin. Motorn var tvåcylindrig tvåtakts tändkulemotor med en maximal effekt på 36 hk. Namnet Typ 30 kom av att motorn ansågs ge 30 hk vid "normal belastning". Efter 442 exemplar upphörde tillverkningen 1935 utan att modellen fick någon egentlig ersättare.

## Tekniska data Munktells Typ 30
Motor:
- Beteckning: Munktells Typ 30 hk
- Typ: Tvåcylindrig tvåtakts tändkulemotor med sidoinsprutning
- Bränsle: Råolja (diesel)
- Cylindervolym: 10,2 l
- Max effekt: 36 hk

Transmission:
- Växlar: 3 fram, 1 back
- Drivning: Bakhjulsdrift

Produktion
- Tillverkningsår: 1927-1935
- Antal tillverkade: 442